# Arlos
Arlos é uma comuna francesa na região administrativa da Occitânia, no departamento do Alto Garona. Estende-se por uma área de 9.41 km², com 100 habitantes, segundo o censo de 2018, com uma densidade de 11 hab/km².